# Rob Brydon
Robert Brydon Jones MBE (født 3. maj 1965) er en walisisk skuespiller, komiker, tv-vært, sanger og forfatter. Han spillede Dr Paul Hamilton i den australsk/britiske komedieserie Supernova, Bryn West i sitcommen Gavin & Stacey og Keith Barret i BBC's komedieserie Marion and Geoff og dens spin-off The Keith Barret Show.
Han har optrådt i en række shows for BBC med Steve Coogan, inklusive The Trip i 2010, der blev udgivet som film senere samme år og The Trip to Italy i 2014, The Trip to Spain i 2017 og The Trip to Greece i 2020, og der også er blevet redigeret og udgivet som film..
Siden 2009 har Brydon være tvært på BBC One panelshow Would I Lie to You?. Han spillede sig selv i Rob Brydon's Annually Retentive, en satirisk serie om et fiktivt panelshow, der blev sendt på BBC Three fra 2006 til 2007. Mellem 2010 og 2012 var Brydon vært på sit eget late-night chat show på BBC Two kaldet The Rob Brydon Show. I 2014 var Brydon vært på lørdagsprogrammet The Guess List påBBC One.
Rob Brydon har også optrådt i filmen Cruise of the Gods (2002)

## Filmgografi

### Film
| År   | Titel                                          | Rolle                                                        | Noter           |
| ---- | ---------------------------------------------- | ------------------------------------------------------------ | --------------- |
| 1994 | The Healer                                     | Sean                                                         |                 |
| 1995 | First Knight                                   | Man in crowd                                                 |                 |
| 1996 | Lord of Misrule                                | Cornish policeman                                            |                 |
| 1998 | Martha – Meet Frank, Daniel and Laurence       | Bus driver                                                   |                 |
| 1998 | Lock, Stock and Two Smoking Barrels            | Traffic warden                                               |                 |
| 2001 | A Small Summer Party                           | Keith Barret                                                 |                 |
| 2002 | 24 Hour Party People                           | Ryan Letts                                                   |                 |
| 2002 | Cruise of the Gods                             | Andy van Allen                                               |                 |
| 2004 | Shaun of the Dead                              | Football commentator/'Zombies from Hell!' presenter (stemme) | Uncredited      |
| 2005 | MirrorMask                                     | Morris Campbell/Prime Minister                               |                 |
| 2005 | A Cock and Bull Story                          | Capt. Toby Shandy/ Sig selv                                  |                 |
| 2005 | Kenneth Tynan: In Praise of Hardcore           | Kenneth Tynan                                                |                 |
| 2009 | The Gruffalo                                   | Snake (stemme)                                               |                 |
| 2011 | The Trip                                       | Sig selv                                                     |                 |
| 2011 | The Gruffalo's Child                           | Snake (stemme)                                               |                 |
| 2012 | The Best of Men                                | Corporal Wynne Bowen                                         |                 |
| 2012 | Room on the Broom                              | Cat (stemme)                                                 |                 |
| 2013 | Gangsta Granny                                 | Mr. Parker                                                   |                 |
| 2013 | The Unbeatables                                | Rico (stemme)                                                | UK version      |
| 2014 | The Trip to Italy                              | Sig selv                                                     |                 |
| 2015 | Cinderella                                     | Master Phineus                                               | Uncredited      |
| 2016 | The Huntsman: Winter's War                     | Gryff                                                        |                 |
| 2017 | The Trip to Spain                              | Sig selv                                                     |                 |
| 2018 | Early Man                                      | Message Bird, Brian and Bryan (voices)                       |                 |
| 2018 | Swimming with Men                              | Eric Scott                                                   |                 |
| 2018 | Holmes & Watson                                | Inspector Lestrade                                           |                 |
| 2019 | Blinded by the Light                           | Matt's Father                                                |                 |
| 2019 | Days of the Bagnold Summer                     | Douglas Porter                                               |                 |
| 2019 | The Snail and the Whale                        | Whale                                                        |                 |
| 2020 | The Trip to Greece                             | Sig selv                                                     |                 |
| 2020 | Roald & Beatrix: The Tail of the Curious Mouse | William Heelis                                               | TV Film         |
| 2020 | Zog and the Flying Doctors                     | The King (stemme)                                            | [ 5 ]           |
| TBA  | What's Love Got to Do With It?                 |                                                              | Post-production |
| TBA  | The Amazing Maurice                            |                                                              | In production   |

### Tv
| År              | Titel                                                 | Rolle                                                            | Kanal                    |
| --------------- | ----------------------------------------------------- | ---------------------------------------------------------------- | ------------------------ |
| 1993            | The Legends of Treasure Island                        | Long John Silver (Serie 2)                                       | CITV on ITV              |
| 1996            | Cold Lazarus                                          | Karl                                                             | Channel 4/BBC One        |
| 2000            | Human Remains                                         | Peter Moorcross, Gordon Budge, Stephen, Tony, Barne Willers, Les | BBC Two                  |
| 2000–2003       | Marion and Geoff                                      | Keith Barret                                                     | BBC Two                  |
| 2001            | The Way We Live Now                                   | Mr Alf                                                           | BBC One                  |
| 2002            | I'm Alan Partridge                                    | Baptist fan ("Alan Wide Shut")                                   | BBC Two                  |
| 2002            | Black Books                                           | B Nugent                                                         | Channel 4                |
| 2002            | Murder in Mind                                        | Barry Coates                                                     | BBC One                  |
| 2002            | Robbie the Reindeer: Legend of the Lost Tribe         | Prison Guard (stemme)                                            | BBC One                  |
| 2003; 2008      | Top Gear                                              | Sig selv                                                         | BBC One                  |
| 2003–2013       | QI                                                    | Sig selv                                                         | BBC Four/BBC One/BBC Two |
| 2004            | Director's Commentary                                 | Peter de Lane                                                    | ITV                      |
| 2004–2015       | The Big Fat Quiz of the Year                          | Sig selv – panellist                                             | Channel 4                |
| 2004–2005       | The Keith Barret Show                                 | Keith Barret                                                     | BBC Two                  |
| 2005            | Supernova                                             | Dr Paul Hamilton                                                 | BBC Two                  |
| 2005            | Little Britain                                        | Roman de Vere (serie 3)                                          | BBC One                  |
| 2005            | Jack Dee Live at the Apollo                           | Keith Barret                                                     | BBC One                  |
| 2006            | Have I Got News for You                               | Guest Presenter                                                  | BBC One                  |
| 2006            | 100 Greatest Funny Moments                            | Narrator                                                         | Channel 4                |
| 2006–2007       | Annually Retentive                                    | Sig selv                                                         | BBC Three                |
| 2007            | Dawn French's Boys Who Do Comedy                      | Sig selv                                                         | BBC One                  |
| 2007–2010, 2019 | Gavin & Stacey                                        | Bryn West                                                        | BBC Three/BBC One        |
| 2007            | Heroes and Villains: Napoleon                         | Stanislav Fréron                                                 | BBC One                  |
| 2007            | Oliver Twist                                          | Mr Fang                                                          | BBC One                  |
| 2009            | Horne & Corden                                        | Narrator to Olympic sketches                                     | BBC Three                |
| 2009            | Live at the Apollo                                    | Compere/stand-up                                                 | BBC One                  |
| 2009–present    | Would I Lie to You?                                   | Presenter, since Serie 3                                         | BBC One                  |
| 2009            | The Gruffalo                                          | Snake (stemme)                                                   | BBC One                  |
| 2010–2012       | The Rob Brydon Show                                   | Sig selv (Vært)                                                  | BBC Two                  |
| 2010            | Ronnie Corbett's Supper Club                          | Sig selv (gæst)                                                  | Good Food                |
| 2010–2020       | The Trip                                              | Sig selv                                                         | BBC Two/Sky Atlantic     |
| 2011            | A Quiet Word With ...                                 | Sig selv (gæst)                                                  | ABC                      |
| 2011            | Michael McIntyre's Christmas Comedy Roadshow          | Father Christmas/Sig selv                                        | BBC One                  |
| 2011            | The Gruffalo's Child                                  | Snake (stemme)                                                   | BBC One                  |
| 2012            | Room on the Broom                                     | Cat (stemme)                                                     | BBC One                  |
| 2013            | Gangsta Granny                                        | Mr. Parker                                                       | BBC One                  |
| 2014            | This is Jinsy                                         | Rex Camalbeeter (serie 2)                                        | Sky Atlantic             |
| 2014            | The Guess List                                        | Sig selv                                                         | BBC One                  |
| 2015            | The Brink                                             | Martin                                                           | HBO                      |
| 2015            | Stick Man                                             | Forskellige roller (stemme)                                      | BBC One                  |
| 2015            | Ant & Dec's Saturday Night Takeaway                   | Star Guest Announcer; Serie 12 Episode 3                         | ITV                      |
| 2016            | Revolting Rhymes                                      | King, Rolf, the Banker Pig and the Short Sister (stemme)         | BBC One                  |
| 2017            | Not Going Out                                         | George (Serie 8, Episode 3) (stemme)                             | BBC One                  |
| 2017            | The Highway Rat                                       | Fortæller og hest (stemmer)                                      | Television film          |
| 2017            | The Nightly Show                                      | Sig selv (gæst)                                                  | ITV                      |
| 2018            | Trust                                                 | Richard Nixon                                                    | FX                       |
| 2019            | The Snail and the Whale                               | Whale                                                            | BBC One                  |
| 2020            | Ant & Dec's Saturday Night Takeaway                   | Star Guest Announcer; Serie 16 Episode 2                         | ITV                      |
| 2021            | The Chasers Road Trip: Trains, Brains and Automobiles | Narrator                                                         | ITV                      |
| 2021            | McDonald and Dodds                                    | Roy                                                              | ITV                      |